# Living Eyes (Radio Birdman)
Living Eyes è il secondo album del gruppo australiano Radio Birdman, inciso nel 1978 ma pubblicato solo 3 anni dopo nel 1981. Dall'album è stato estratto il singolo Alone in the Endzone.
L'album, prodotto dal chitarrista Deniz Tek, fu registrato presso i Rockfield Studios in Galles nel 1978 poco prima che il gruppo si sciolse. Solo nel 1981 la WEA decise di pubblicarlo.
Nel 2005 fu rimasterizzato e pubblicato in una versione ampliata con 4 brani inediti.

## Tracce

### Edizione originale
1. More Fun
2. TPBR Combo
3. 455 SD
4. Do the Movin' Change
5. I-94
6. Iskender Time
7. Burn My Eye '78
8. Time To Fall
9. Smith and Wesson Blues
10. Crying Sun
11. Breaks My Heart
12. Alone in the Endzone
13. Hanging On

### Edizione rimasterizzata del 2005
1. Hanging On
2. 455 SD
3. Do the Movin' Change
4. TPBR Combo
5. I-94
6. Iskender Time
7. Burn My Eye '78
8. Alien Skies
9. Time To Fall
10. Smith and Wesson Blues
11. Crying Sun
12. If I Wanted To
13. Breaks My Heart
14. More Fun
15. Alone in the Endzone
16. Didn't tell The Man
17. Dark Surprise

## Formazione
- Warwick Gilbert - basso
- Ron Keeley - batteria
- Pip Hoyle - organo e piano
- Chris Masuak - chitarra, voce e percussioni
- Deniz Tek - chitarra e voce
- Rob Younger -voce